# Ostruszanka
Ostruszanka – potok, prawy dopływ Białej o długości 7,46 km i powierzchni zlewni 12,02 km².
Źródła potoku znajdują się w miejscowości Turza. Najwyżej położone są na wysokości około 350 m. Spływa początkowo w kierunku zachodnim, później północno-zachodnim przez Ostruszę i Ciężkowice, w których uchodzi do Białej na wysokości ok. 240 m.
Ostruszanka zasilana jest niewielkimi potokami spływającymi z okolicznych wzgórz Pogórza Ciężkowickiego. Jednym z nich jest strumyk spływający Wąwozem Ciężkowickim. Znajduje się na nim wysoki Wodospad Czarownic.

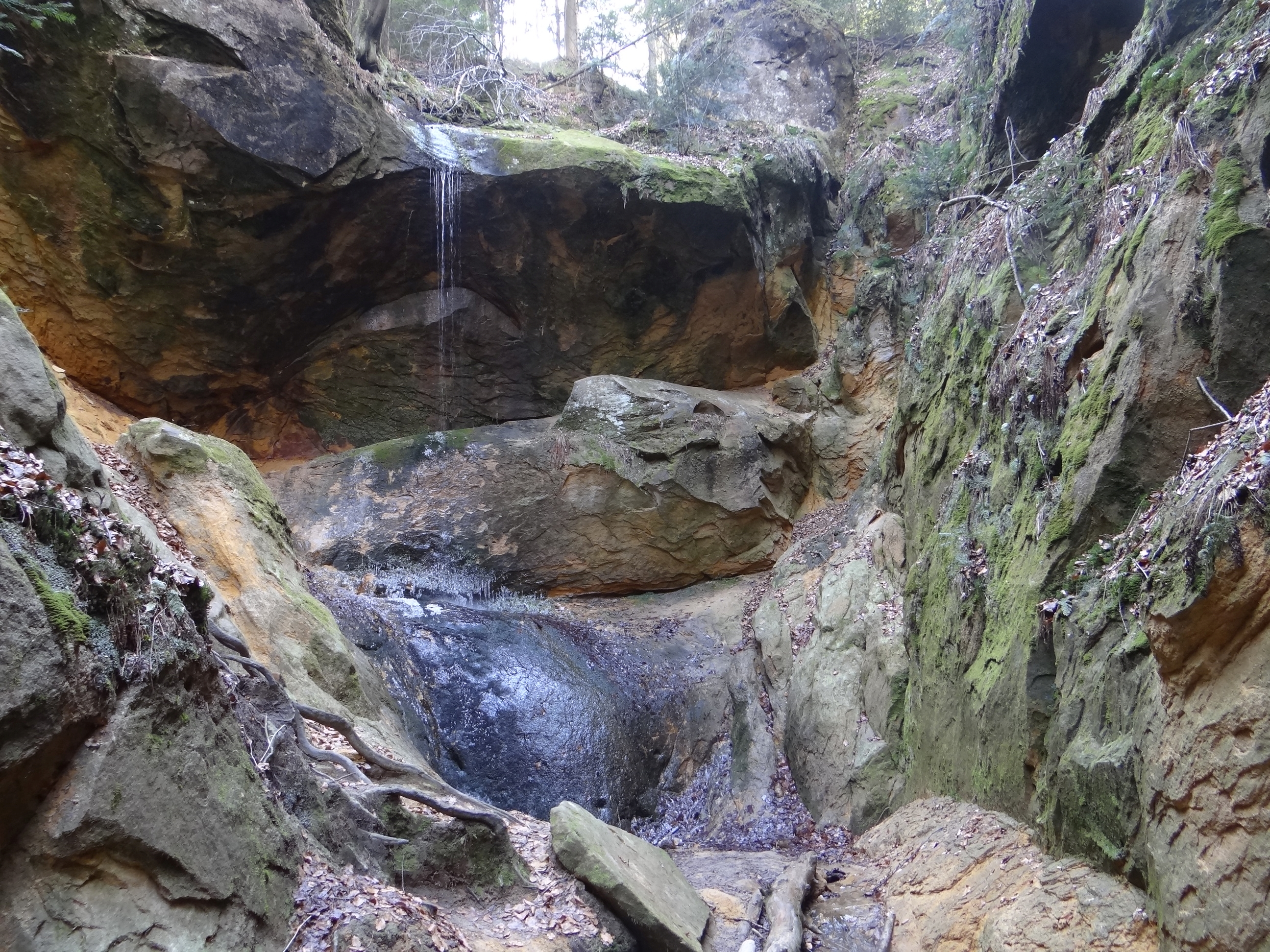
Wodospad Czarownic na dopływie Ostruszanki